# Peugeot 309
 (mars 2016).
La Peugeot 309 est une automobile compacte française qui a été fabriquée entre octobre 1985 et juillet 1994 à l'usine de Poissy (Yvelines), en Espagne à l'usine de Villaverde (Madrid) et en Grande-Bretagne à l'usine de Ryton. La Peugeot 309 est la première automobile compacte de chez Peugeot.

## Histoire
La Peugeot 309 est issue des acquis réalisés par Chrysler-Simca, et notamment de la Talbot Horizon, sur laquelle elle s'appuie. Étudiée par l'équipe du style-avancé PSA, basé à Carrières-sous-Poissy, le projet C28 avait la particularité de combiner les carrosseries deux et trois volumes par le biais d'un hayon arrière profilé à vitre auto-portée.
Présentée comme la future « Talbot Arizona », puis comme la future « Peugeot 206 » par la presse française, le modèle sera finalement numéroté « 309 », après avoir connu deux numérotations successives, « 300 » et « 308 ».
Un dérivé Citroën visant à remplacer directement la Citroën GSA est également étudié à l'époque (projet M3). Aucune suite n'est finalement donnée au projet en série, compte tenu du succès important de la BX.
La 309 est inspirée de la Renault 11, avec notamment sa lunette arrière en forme de bulle, typique des Renault des années 1980 et des autos dessinées par Robert Opron. La 309 emprunte la plateforme de la 205, rallongée aux extrémités ; les portes sont communes aux deux modèles. Le hayon des premiers modèles n'a pas d'armature, la porte est fixée directement sur la « bulle » arrière, elle-même collée aux charnières.
Jusqu'en juillet 1989, les versions 1.1, GL 1.1, GL Profil 1.3 et GR 1.3 sont équipées de « moteurs Poissy » d'origine Simca-Talbot. Ces deux moteurs (E1A et G1A), avec un carter en fonte et un arbre à cames latéral, sont robustes mais bruyants et requièrent peu d'entretien. Il n'y a pas de courroie de distribution mais une distribution par chaîne. La version GL Profil se distingue par des éléments améliorant l'aérodynamique : carénages sous le moteur et sous la caisse à l'arrière, pare-chocs avant obturé, enjoliveurs intégraux et petit becquet de coffre qui font baisser le Cx à 0,30 contre 0,33 pour les autres modèles.
Plus haut dans la gamme, le moteur XU commun au groupe PSA, entièrement en aluminium, avec arbre à cames en tête, est monté sur les versions GR 1.6 (XU51C), SR (XU51C) et GT 105 ch (XU9-2C).
À l'occasion du lancement de la carrosserie trois portes, en 1987, la gamme est complétée par une version sportive GTI qui connaît plusieurs variantes, dont la GTI 16. Les concurrentes françaises de la 309 sont la Renault 11 puis la Renault 19.

## Évolutions de la 309
1985
- Lancement le 17 octobre[7].

1986

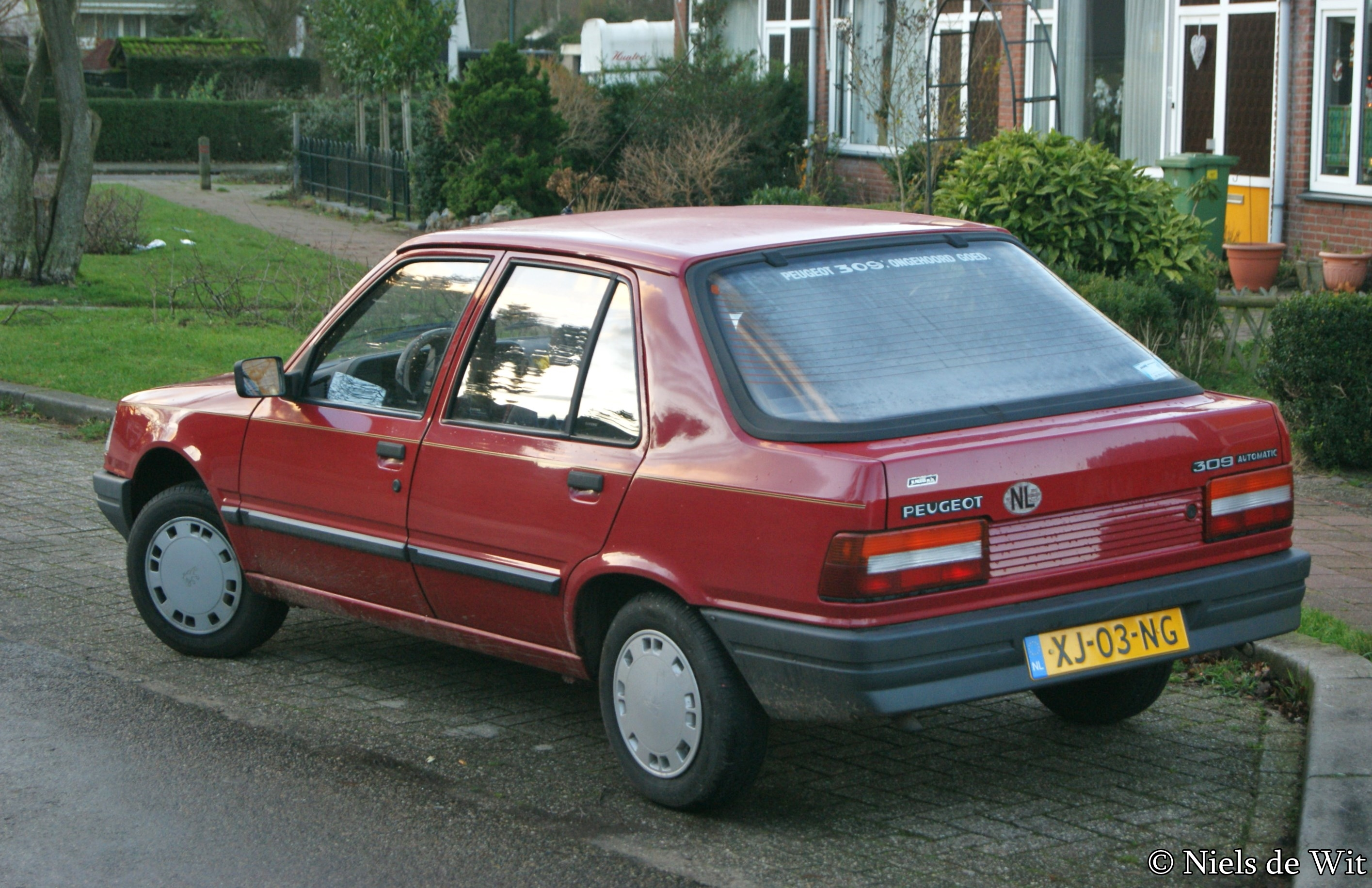
Vue arrière d'une phase 1.

- En juin, apparition des versions diesel : GLD, GRD et SRD, avec moteur XUD9 1,9 l de 65 ch.

1987
- En février, lancement des versions 3 portes : XE 1.1, XL Profil 1.3, XR 1.6, XLD 1.9, XRD 1.9, et GTI 130 ch avec moteur XU 1.9 l à injection (le même que sur la 205 1.9 GTI).
- En mars, nouvelle 5 portes Automatic 1.6 90 ch.
- Début juillet, plusieurs améliorations esthétiques : plaque couleur carrosserie entre les feux, filets décoratifs latéraux type 309 SR, petit becquet arrière (GR/XR et Automatic) et inserts chromés de pare-chocs (GR/XR et Automatic) (millésime 1988).

1988
- Début juillet, les versions 1.6 80 ch (sauf Automatic) passent à 92 ch (XU52C), intégration des versions SX/XS et nouvelle variante à 5 portes de la 309 GTI[8] (130 ch). La 309 GT disparait.

1989
- Pour le millésime 1990, les 309 subissent un important restylage : elles bénéficient d'une planche de bord plus harmonieuse, de la calandre à barrettes simples du reste de la gamme (à la place de la calandre à deux barrettes doubles), de feux arrière façon 405, d'un seuil de coffre abaissé jusqu'à la base de ces nouvelles optiques et d'une bulle arrière mieux intégrée avec des charnières invisibles[9]. Les versions GE/XE, GL/XL Profil et GR 1.4 abandonnent les « moteurs Poissy » E1A et G1A pour les moteurs TU1 et TU3. Les versions à moteurs XU et XUD ont une nouvelle boîte de vitesses (BE3). La gamme s'enrichit de l'ultrasportive 309 GTI 16 de 160 ch (moteur XU 1.9 l 16 soupapes à injection), des 309 SX/XS 1.9 105 ch (moteur ex-309 GT) et de la 309 SRD turbo 78 ch (moteur XUD 1,7 l turbo diesel). La 5 portes Automatic passe à 92 ch[9].

1991
- Début juillet, les versions de base GE/XE disparaissent. Adjonction du petit becquet arrière sur GLD/XLD, d'inserts chromés de pare-chocs et d'enjoliveurs « 12 trous » sur les 309 GLD/XLD et GL/XL Profil. Le moteur des 309 GL/XL Profil et GR 1.4 passe de 70 ch à 75 ch. Condamnation centralisée des portes avec commande à distance en série sur versions SR et GTI. Cette dernière reçoit des lève-vitres avant électriques. En cours de millésime, l'option A.B.S. apparaît sur les 309 SRD turbo, SX/XS 1.9 et GTI.

1992
- En juin, les 309 GL/XL Profil et GLD/XLD cèdent la place aux versions Vital. Pour le millésime 1993, les 309 GRX remplacent les versions GR/XR, Automatique et SX/XS 1.6. Les moteurs essence sont équipés de l'injection et du catalyseur, en conséquence les 309 SX/XS 1.9 passent à 110 ch, tandis que les puissances des GTI et GTI 16 sont ramenées respectivement à 122 ch et 148 ch.

1993
- Début juillet, seules subsistent les 309 Vital Plus 1.1 et 1.7 D jusqu'à la fin de l'année malgré le lancement de la 306 qui succède à la 309.

| Phase    | 1         | 1               | 1    | 1       | 1    | 1      | 2    | 2    | 2       | 2     | 2    | 2    | 2    |
| Date     | 1985      | 1986            | 1987 | 1988    | 1989 | 1989   | 1990 | 1991 | 1992    | 1992  | 1993 | 1993 | 1994 |
| -------- | --------- | --------------- | ---- | ------- | ---- | ------ | ---- | ---- | ------- | ----- | ---- | ---- | ---- |
| Versions | BASE      | BASE            | GE   | GE      | GE   | GE     | GE   | GE   | GE      |       |      |      |      |
| Versions | GL        |                 |      |         |      |        |      |      |         |       |      |      |      |
| Versions | GL Profil |                 |      |         |      |        |      |      |         |       |      |      |      |
| Versions | GR        |                 |      |         |      |        |      |      |         |       |      |      |      |
| Versions | SR        |                 |      |         |      |        |      |      |         |       |      |      |      |
| Versions | GT        |                 |      |         |      |        |      |      |         |       |      |      |      |
| Versions | GLD       |                 |      |         |      |        |      |      |         |       |      |      |      |
| Versions | GRD       |                 |      |         |      |        |      |      |         |       |      |      |      |
| Versions | SRD       |                 |      |         |      |        |      |      |         |       |      |      |      |
| Versions |           | XE              |      |         |      |        |      |      |         |       |      |      |      |
| Versions |           | XA / XAD        |      |         |      |        |      |      |         |       |      |      |      |
| Versions |           | XL Profil / XLD |      |         |      |        |      |      |         |       |      |      |      |
| Versions |           | XR / XRD        |      |         |      |        |      |      |         |       |      |      |      |
| Versions |           | GTI             |      |         |      |        |      |      |         |       |      |      |      |
| Versions |           | Automatic       |      |         |      |        |      |      |         |       |      |      |      |
| Versions |           |                 |      | SX / XS |      |        |      |      |         |       |      |      |      |
| Versions |           |                 |      |         |      | GTI 16 |      |      |         |       |      |      |      |
| Versions |           |                 |      |         |      | SRDT   |      |      |         |       |      |      |      |
| Versions |           |                 |      |         |      |        |      |      | GRAFFIC |       |      |      |      |
| Versions |           |                 |      |         |      |        |      |      |         | GRXD  |      |      |      |
| Versions |           |                 |      |         |      |        |      |      |         | GRXDT |      |      |      |
| Versions |           |                 |      |         |      |        |      |      |         | VITAL |      |      |      |
| Versions |           |                 |      |         |      |        |      |      |         | GRX   |      |      |      |

## Motorisations
La Peugeot 309 est dotée de 19 motorisations (sans compter les versions d'export) différentes répartis en 3 grandes familles :
- Les moteurs Poissy (ou moteur Talbot)
- Les moteurs XU (et XUD pour les diesel)
- Les moteurs TU (et TUD pour le diesel sur le marché Indien)

Les motorisations essence restent majoritairement à carburateur (à part les GTI) jusqu'en fin 1992.
Les puissances varient entre :
- 55 et 160 cv pour les essences
- 58 et 78 cv pour les diesel

### Essence

#### Moteur Poissy
| Moteur                     | 1.1 55 cv | 1.3 65 cv |
| Code moteur                | E1A       | G1A       |
| -------------------------- | --------- | --------- |
| Cylindrée (en cm3)         | 1118 cm3  | 1294 cm3  |
| Alésage et Course (mm)     | 74 x 65   | 76.7 x 70 |
| Puissance maxi             | 55 cv     | 65 cv     |
| Couple max (en Nm)         | 87 Nm     | 104 Nm    |
| Vitesse maxi (en km/h)     | 150       | 165       |
| 0-100 km/h (en s)          | 16.5s     | 15.4s     |
| Consommation (en L/100 km) | 6.5l      | 6.8l      |

#### Moteur TU
| Moteur                     | 1.1 55 cv | 1.4 65cv | 1.4 70cv | 1.4 75cv                      |
| Code moteur                | TU1K      | TU3A     | TU3A-K1G | TU3A (double corps, catalysé) |
| -------------------------- | --------- | -------- | -------- | ----------------------------- |
| Cylindrée (en cm3)         | 1124 cm3  | 1360 cm3 | 1360 cm3 | 1360 cm3                      |
| Alésage et Course (mm)     | 72 X 69   | 75 X 77  | 75 X 77  | 75 X 77                       |
| Puissance maxi             | 55 cv     | 65 cv    | 70 cv    | 75 cv                         |
| Couple (en Nm)             | 88 Nm     | 111 Nm   | 110 Nm   | 115 Nm                        |
| Vitesse maxi (en km/h)     | 160       | 167      | 168      | 170                           |
| 0-100 km/h (en s)          | 15.7s     | 15s      | 13.1s    | 11.5s                         |
| Consommation (en L/100 km) | 6.5l      | 6.8l     | 7.5l     | 8l                            |

#### Moteur XU
|                            |           |           |            | GTI 8 soupapes | GTI 8 soupapes | GTI 16 soupapes | GTI 16 soupapes |
| Moteur                     | 1.6 80 cv | 1.6 92 cv | 1.9 105 cv | 1.9i 122 cv    | 1.9i 130 cv    | 1.9i 148 cv     | 1.9i 160 cv     |
| Code moteur                | XU5-1C/K  | XU5-2C    | XU9-2C     | XU9-JAL/Z      | XU9-JA         | XU9 J4/Z        | XU9-J4          |
| -------------------------- | --------- | --------- | ---------- | -------------- | -------------- | --------------- | --------------- |
| Cylindrée en cm3           | 1580      | 1580      | 1905       | 1905           | 1905           | 1905            | 1905            |
| Alésage et Course (mm)     | 83 X 73   | 83 X 73   | 83 x 88    | 83 x 88        | 83 x 88        | 83 x 88         | 83 x 88         |
| Puissance maxi             | 80 cv     | 92 cv     | 105 cv     | 122 cv         | 130 cv         | 148 cv          | 160 cv          |
| Couple (en Nm)             | 133 Nm    | 128 Nm    | 159 Nm     | 150 Nm         | 163 Nm         | 170 Nm          | 177 Nm          |
| Vitesse maxi (en km/h)     | 170       | 185       | 190        | 202            | 206            | 214             | 220             |
| 0-100 km/h (en s)          | 13.4s     | 10.7s     | 9.4s       | 8.7s           | 8.0s           | 7.9s            | 7.6s            |
| Consommation (en L/100 km) | 7.8l      | 8.2l      | 8.6l       | 8.2l           | 8.5l           | 8.8l            | 9.0l            |

### Diesel (XUD)
| Moteur                     | 1.8D 60 cv | 1.9D 65 cv | 1.8TD 18cv |
| Code moteur                | XUD7-K     | XUD9-A     | XUD7-T/K   |
| -------------------------- | ---------- | ---------- | ---------- |
| Cylindrée (en cm3>         | 1769       | 1905       | 1769       |
| Alésage et Course (mm)     | 80 X 88    | 83 X 88    | 80 X 88    |
| Puissance maxi             | 60 cv      | 65 cv      | 78 cv      |
| Couple (en Nm)             | 110 Nm     | 118 Nm     | 152 Nm     |
| Vitesse maxi (en km/h)     | 160        | 160        | 175        |
| 0-100 km/h (en s)          | 15.5s      | 15.3s      | 13s        |
| Consommation (en L/100 km) | 6.2l       | 6.3l       | 6.8l       |

### L'injection, enfin!
À partir de 1992, certaines déclinaisons de la Peugeot 309 reçoivent de nouvelles motorisations plus "modernes".
- La SR remplace les carburateurs des 1.6l XU5 par de l'injection avec le XU5-M3/Z
- Les SX et XS remplace le 1.9 double corps par une version injection, le XU9-M3/Z (et sa version catalysé, le XU9-J1/Z en 1993)

Très rares, ces modèles ne seront commercialisés qu'à un nombre fortement réduit en France, contrairement au marché étranger.
| Déclinaison                | SR        | SX et XS            | SX et XS   |                  |
| Moteur                     | 1.6i 89cv | 1.9i 104cv          | 1.9i 110cv |                  |
| Code moteur                | XU5-M3/Z  | XU9-J1/Z (catalysé) | XU9-M3/Z   |                  |
| -------------------------- | --------- | ------------------- | ---------- | ---------------- |
| Cylindrée (en cm3>         | 1580      | 1905                | 1905       |                  |
| Alésage et Course (mm)     | 83 X 73   | 83 X 88             | 83 X 88    |                  |
| Puissance maxi             | 89 cv     | 104 cv              | 110 cv     |                  |
| Couple (en Nm)             | 132 Nm    | 140 Nm              | 158 Nm     |                  |
| Vitesse maxi (en km/h)     | 185       | 190                 | 200        | Valeurs estimées |
| 0-100 km/h (en s)          | 11s       | 10s                 | 9s         | Valeurs estimées |
| Consommation (en L/100 km) | 7l        | 7.5l                | 8l         | Valeurs estimées |

### Motorisations pour l'exportation
Durant sa carrière à l'étranger, la Peugeot 309 reçoit des motorisations spécifiques et différentes de ce que l'on pouvait retrouver en France, notamment des moteurs à injection et/ou catalysés selon les normes en vigueur dans les pays de commercialisation.
On retrouvera donc : 
- le XU5-J et XU5-JA (moteurs de la 205 GTI phase 1)
  - GTI en Europe
  - SI au Japon
- le XU5-M3/Z (injection, catalysé)
- le TU1-M/Z (injection, catalysé)
- le TU3-M (injection, catalysé)
  - GL en Inde
- le TU3-S (carburateur double corps)
- le TUD5, moteur diesel conçu pour le marché Indien.
  - GLD en Inde
- le XU9-M3/Z et le XU9-J1/Z (injection monopoint / catalysé)
  - SI, GTI ou BLANCHE au Japon

| Moteur                     | 1.5D 58cv     | 1.1i 60cv | 1.4i 75cv | 1.4 85cv | 1.6i 89cv | 1.6i 105cv | 1.6i 115cv | 1.9i 104cv          | 1.9i 110cv |                               |
| Code moteur                | TUD5 (Diesel) | TU1-M/Z   | TU3-M     | TU3-S    | XU5-M3/Z  | XU5-J      | XU5-JA     | XU9-J1/Z (catalysé) | XU9-M3/Z   |                               |
| -------------------------- | ------------- | --------- | --------- | -------- | --------- | ---------- | ---------- | ------------------- | ---------- | ----------------------------- |
| Cylindrée (en cm3>         | 1587          | 1124      | 1360      | 1360     | 1580      | 1580       | 1580       | 1905                | 1905       |                               |
| Alésage et Course (mm)     | 78.5 X 82     | 72 X 69   | 75 X 77   | 75 X 77  | 83 X 73   | 83 X 73    | 83 X 73    | 83 X 88             | 83 X 88    |                               |
| Puissance maxi             | 58 cv         | 60 cv     | 75 cv     | 85 cv    | 89 cv     | 105 cv     | 115 cv     | 104 cv              | 110 cv     |                               |
| Couple (en Nm)             | 95 Nm         | 91 Nm     | 109 Nm    | 116 Nm   | 132 Nm    | 129 Nm     | 130 Nm     | 140 Nm              | 158 Nm     |                               |
| Vitesse maxi (en km/h)     | 155           | 160       | 170       | 180      | 185       | 186        | 200        | 190                 | 200        | Valeurs soulignées = estimées |
| 0-100 km/h (en s)          | 16s           | 15s       | 11.1s     | 11s      | 11s       | 9.5s       | 9s         | 10s                 | 9s         | Valeurs soulignées = estimées |
| Consommation (en L/100 km) | 5.5l          | 6.5l      | 7l        | 8.5l     | 7l        | 7.8l       | 8.5l       | 7.5l                | 8l         | Valeurs soulignées = estimées |

## Versions

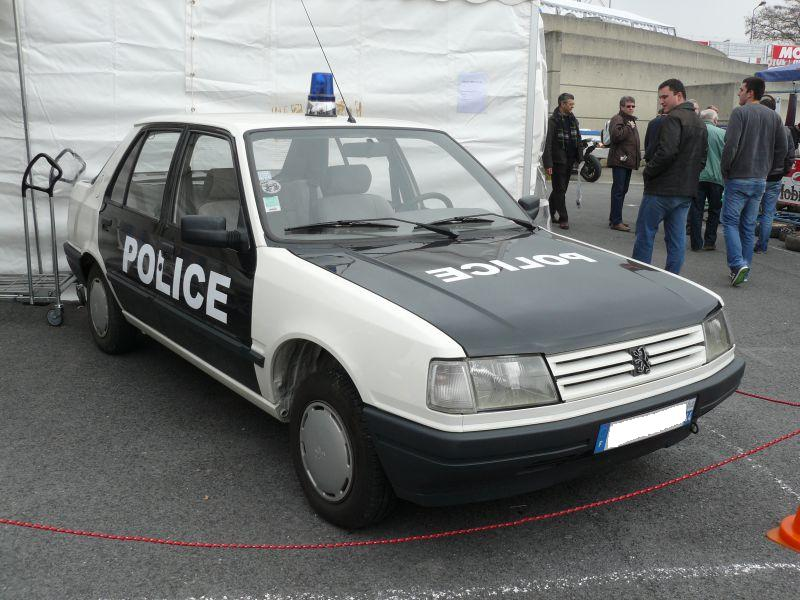
Peugeot 309 Police

### 5 portes essence
- base/GE : 1 118 cm3 (série 1), 1 124 cm3 (série 2)
- GL : 1 118 cm3
- GL Profil : 1 294 cm3 (série 1), 1 360 cm3 (série 2)
- Vital 5p : 1 124 cm3 ou 1 360 cm3 (série 2)
- GR : 1 294 cm3 (série 1), 1 360 cm3 (série 2) ou 1 580 cm3
- Automatic, GRX Auto 5p : 1 580 cm2

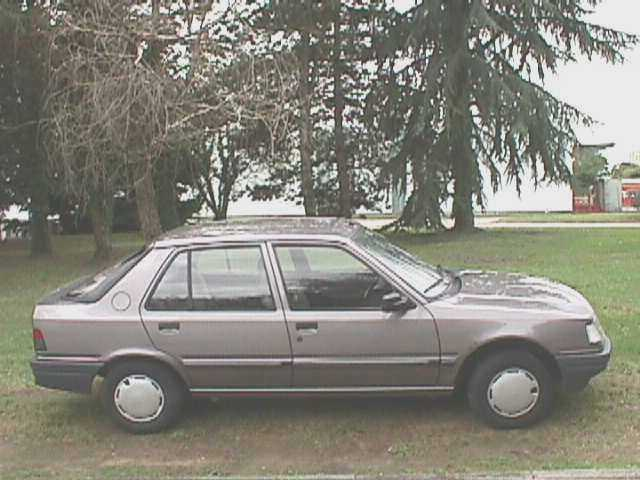
Peugeot 309 1991 1.4 GL Profil

- GRX 5p : 1 360 cm3 ou 1 580 cm3 (série 2)
- Peugeot 309 1991 1.4 GL ProfilSR : 1 580 cm3
- SX : 1 580 cm3 ou 1 905 cm3
- GT : 1 905 cm
- GTI : 1 905 cm3

### 3 portes essence

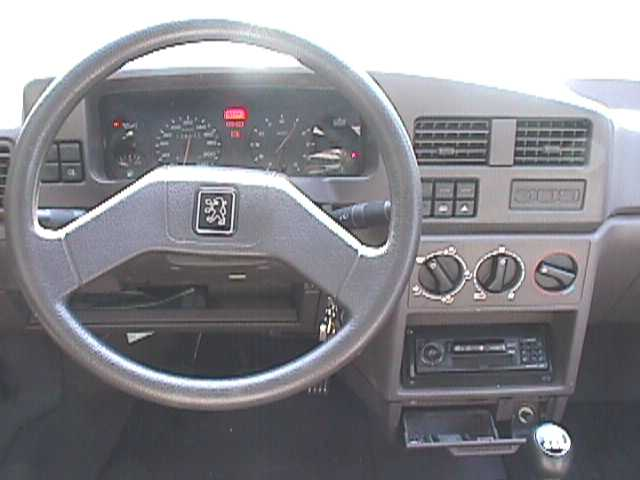
Peugeot 309 1991 Tableau de bord

- XE, XA : 1 118 cm3 (série 1), 1 124 cm3 (série 2)
- XL Profil, XA : 1 294 cm3 (série 1), 1 360 cm3 (série 2)
- Vital 3p : 1 124 cm3 (série 2)
- XR : 1 580 cm3
- Peugeot 309 1991 Tableau de bordGRX 3p : 1 360 cm3 (série 2)
- XS : 1 580 cm3 ou 1 905 cm3
- GTI : 1 905 cm3
- GTI 16 : 1 905 cm3 (série 2)
- GTI Turbo : 1 905 cm3 turbocompressé

### Diesel
- GLD : 1 905 cm3
- Vital 5p : 1 769 cm3 ou 1 905 cm3 (série 2)
- GRD : 1 905 cm3
- GRXD 5p : 1 905 cm3 ou TD 1 769 cm3 (série 2)
- SRD : 1 905 cm3
- SRD turbo : 1 769 cm3 (série 2)
- XAD : 1 769 cm3 (série 2) ou 1 905 cm3
- Vital 3p : 1 769 cm3 (série 2)
- XLD : 1 905 cm3
- XRD : 1 905 cm3

Gras : versions les plus vendues.
| Versions                  | 5 portes | 5 portes | 5 portes | 5 portes  | 5 portes | 5 portes | 5 portes | 5 portes | 5 portes | 5 portes | 5 portes | 5 portes | 5 portes |
| ------------------------- | -------- | -------- | -------- | --------- | -------- | -------- | -------- | -------- | -------- | -------- | -------- | -------- | -------- |
| Définition                | Base     | GE       | GL       | GL Profil | Vital    | GR       | Auto     | GRX Auto | GRX      | SR       | SX       | GT       | GTI      |
| Moteurs                   | E1A 1.1l | E1A 1.1l | E1A 1.1l | G1A 1.3l  | TU1 1.1l | G1A 1.3l | XU5 1.6l | XU5 1.6l | TU3 1.4l | XU5 1.6l | XU5 1.6l | XU9 1.9l | XU9 1.9l |
| Moteurs                   | TU1 1.1l | TU1 1.1l |          | TU3 1.4l  | TU3 1.4l | TU3 1.4l |          |          | XU5 1.6l |          | XU9 1.9l |          |          |
| Moteurs                   |          |          |          |           | XU5 1.6l |          |          |          |          |          |          |          |          |
| Puissance max (en cv)     | 60       | 60       | 60       | 65        | 75       | 92       | 92       | 92       | 92       | 92       | 105      | 105      | 130      |
| Poids moy. à vide (en KG) | 840      | 870      | 870      | 870       | 870      | 900      | 900      | 910      | 920      | 900      | 915      | 930      | 950      |

| Versions                  | 3 portes | 3 portes | 3 portes | 3 portes | 3 portes  | 3 portes | 3 portes | 3 portes | 3 portes | 3 portes |
| ------------------------- | -------- | -------- | -------- | -------- | --------- | -------- | -------- | -------- | -------- | -------- |
| Définition                | XE       | Vital    | XA       | XA       | XL Profil | GRX      | XR       | XS       | GTI      | GTI 16   |
| Moteurs                   | E1A 1.1l | TU1 1.1l | E1A 1.1l | G1A 1.3l | G1A 1.3l  | TU3 1.4l | XU5 1.6l | XU5 1.6l | XU9 1.9l | XU9 1.9l |
| Moteurs                   | TU1 1.1l |          | TU1 1.1l | TU3 1.4l | TU3 1.4l  |          |          | XU9 1.9l |          |          |
| Puissance max (en cv)     | 60       | 60       | 60       | 75       | 75        | 75       | 92       | 105      | 130      | 160      |
| Poids moy. à vide (en KG) | 830      | 850      | 830      | 830      | 870       | 900      | 900      | 915      | 930      | 960      |

| Versions                  | Diesel    | Diesel    | Diesel    | Diesel    | Diesel    | Diesel    | Diesel    | Diesel          | Diesel          |
| ------------------------- | --------- | --------- | --------- | --------- | --------- | --------- | --------- | --------------- | --------------- |
| Définition                | GLD       | Vital     | GRD       | SRD       | XAD       | XLD       | XRD       | GRXD            | SRDT            |
| Moteurs                   | XUD9 1.9l | XUD7 1.8l | XUD9 1.9l | XUD9 1.9l | XUD7 1.8l | XUD9 1.9l | XUD9 1.9l | XUD9 1.9l       | XUD9 1.9l       |
| Moteurs                   |           | XUD9 1.9l |           |           | XUD9 1.9l |           |           | XUD7 1.8l Turbo | XUD7 1.8l Turbo |
| Puissance max (en cv)     | 65        | 65        | 65        | 65        | 65        | 65        | 65        | 78              | 78              |
| Poids moy. à vide (en KG) | 950       | 950       | 950       | 950       | 950       | 950       | 950       | 990             | 990             |

### Séries spéciales
- Chorus
- Green
- Graffic
- Best Line
- Océane
- Vital et Vital+
- Cristal
- Style
- Allure
- Look
- Jump
- Miami
- Flair

Certaines n'étaient pas vendues en France telle que la "Style" vendue en Angleterre, ou encore la "Flair" vendue en Suisse.

## 309 GTI

### Caractéristiques techniques
Moteur XU9JA/K, 1 905 cm3 (83,0 × 88,0 mm) à arbre à cames en tête, 130 ch DIN à 6 000 tr/min (68,24 ch/litre), couple maximal de 16,8 mkg à 4 750 tr/min. Direction assistée. Freinage par disques ventilés à l'avant et disques à l'arrière. Pneumatiques : 185/55 VR 15. Performances (données constructeur) : vitesse de pointe : 206 km/h ; 0 à 100 km/h en 8 s ; 1 000 mètres départ arrêté : 29,8 s. Poids : 930 kg. Rapport poids/puissance : 7,15 kg/ch.
Par ailleurs, il existe une version catalysée de 122 ch (XU9JA/Z).

### Équipements supplémentaires

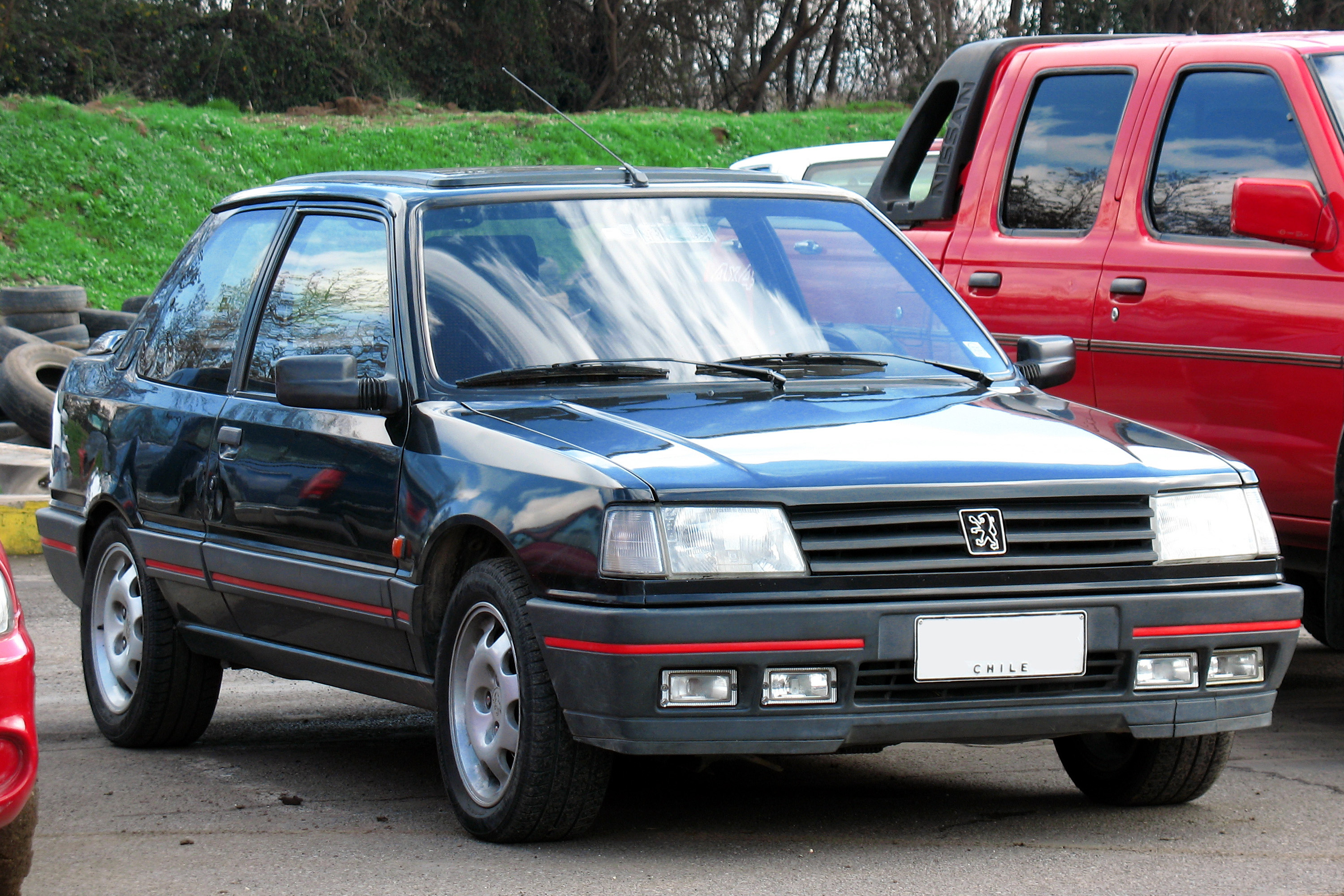
Peugeot 309 GTi 1990.

#### Extérieur
- 4 jantes en alliage léger
- pare-chocs et protections latérales avec inserts rouges
- projecteurs additionnels longue portée
- projecteurs additionnels antibrouillard
- vitres teintées
- vitres latérales arrière entrouvrables à distance
- grand becquet arrière (aileron pour 1990)

#### Intérieur
- tissu quartet noir/rouge, cuir en option.

## 309 GTI 16

### Caractéristiques techniques
Moteur XU9J4, 1 905 cm3 (83,0 × 88,0 mm) à deux arbres à cames en tête, 160 ch DIN à 6 500 tr/min (83,98 ch/litre), couple maximal de 18,4 mkg à 5 000 tr/min. Direction assistée. Freinage par disques ventilés à l'avant et disques à l'arrière. Pneumatiques : 195/55 VR 15. Performances (données constructeur) : vitesse de pointe : 220 km/h ; 0 à 100 km/h en 7,6 s ; 1 000 mètres départ arrêté : 28,5 s. Poids : 975 kg. Rapport poids/puissance : 6,09 kg/ch.
Remarque : il existe une version catalysée de 148 ch (XU9J4/Z).

### Équipements supplémentaires

#### Extérieur
- uniquement en 3 portes
- 4 jantes en alliage léger
- pare-chocs et protections latérales avec gris foncé
- projecteurs additionnels longue portée
- projecteurs additionnels antibrouillard
- vitres teintées
- vitres latérales arrière entrouvrables à distance
- toit ouvrant panoramique fumé (option)
- aileron arrière
- monogramme « GTI16 » sur le hayon
- répétiteurs de clignotant sur les ailes avant
- couleurs : miami (présentation officielle presse), magnum, futura, blanc, noir, rouge (versions export)

#### Intérieur
- condamnation centralisée des portes et lève-vitres avant électriques en série
- tissu quartet noir/bleu, semi cuir en option, cuir en option.
- moquette bleue si tissu bleu velours (série) ou semi-cuir (option)
- moquette noire si sellerie cuir (option)
- volant 4 branches en cuir
- sigle de volant GTI ayant les reliefs en blanc
- pommeau de vitesse en écritures blanches

## La 309 GTI TURBO
Comme la 205 GTI kit "PTS" (Peugeot Talbot Sport), la 309 recevra également un kit du même type mais quant à lui équipé d'un turbo.
Son histoire débute en 1988, la 309 CUP (version course) doit prendre le relais de sa devancière, la 505 CUP.
Or, le 1.9l 16 soupapes n'est encore qu'un prototype, le seul moyen de donner plus de puissance au XU9 est de lui coller un turbo.
C'est de cette variante sportive de la 309 que le kit "PTS" turbo sera créé, ayant pour but une homologation du moteur XU9 de 1.9l 8 soupapes avec un turbo, sur un châssis de 309 GTI 130cv.
| 309 GTI kit "PTS" Turbo    | 309 GTI kit "PTS" Turbo |
| Moteur                     | 1.9i 165 cv             |
| Code moteur                | XU9-JA (turbo)          |
| -------------------------- | ----------------------- |
| Cylindrée (en cm3>         | 1905                    |
| Alésage et Course (mm)     | 83 x 88                 |
| Puissance maxi             | 165 cv                  |
| Couple (en Nm)             | 236 Nm                  |
| Vitesse maxi (en km/h)     | ≈ 219                   |
| 0-100 km/h (en s)          | ≈ 7.4s                  |
| Consommation (en L/100 km) | ≈10l jusqu’à ≈17l       |
| Poids (en kg)              | 950                     |
| Freins AV                  | Disques Ventilés        |
| Freins AR                  | Disques                 |
| Prix (en Fr.)              | 50 000 + prix 309 GTI   |

## Série spéciale Green
La Peugeot 309 Green fut proposée au public de 1989 à 1991 avec le moteur G1 65 ch puis avec le TU3 70 ch (version restylée). La carrosserie, disponible en 3 ou 5 portes, recevait une peinture intégrale blanc Meije (pare-chocs et enjoliveurs). Le nombre d'exemplaires produits est inconnu.

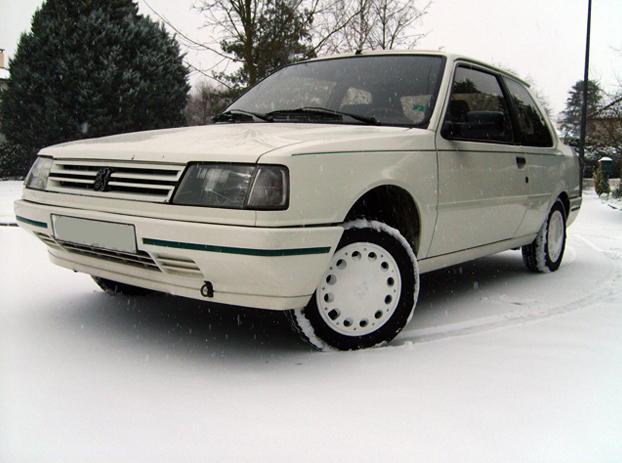
Peugeot 309 Green.
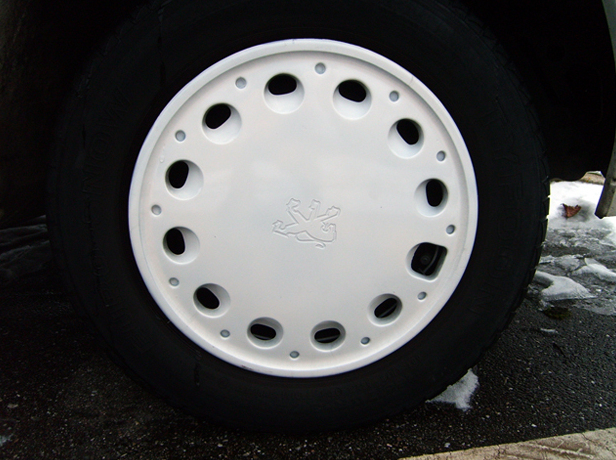
Enjoliveur d'origine.
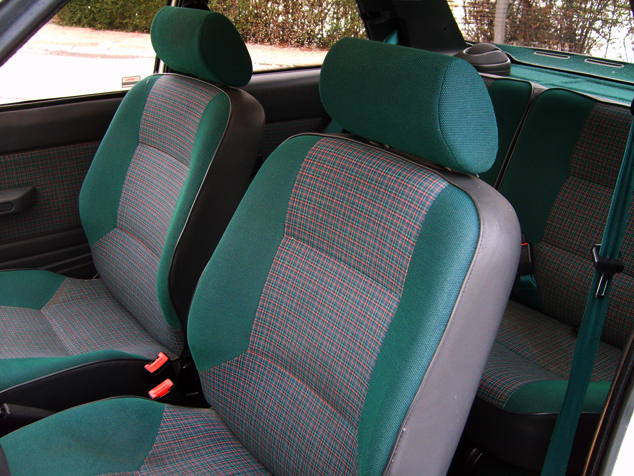
Intérieur tissu écossais.

### Équipements supplémentaires

#### Extérieur
- toit ouvrant panoramique fumé
- vitres teintées
- essuie-glace arrière
- filet décoratif latéral (rouge/vert)
- pare-chocs blancs avec insert vert
- enjoliveurs intégraux "12 trous" peints en blanc
- plaque entre les feux blanche (uniquement sur série 1)
- sigle "Green" sur le hayon
- pas d'ouverture possible des vitres arrière (sur 3 portes)
- pas de baguettes de protection latérales

#### Intérieur
- condamnation centralisée des portes et lève-vitres avant électriques
- sellerie spécifique en tissu écossais
- lecteur de carte à l'avant
- pas de compte-tours
- pas de console centrale longue
- pas d'intermittence d'essuie-glaces avant

## Série spéciale Best Line
La Peugeot 309 Best Line, vendue à partir de juillet 1991, est une série spéciale suréquipée de la 309 restylée. La série Best Line est proposée en quatre motorisations, 1 360 cm3 75 ch ou 1 580 cm3 92 ch en essence, 1 905 cm3 65 ch en diesel ou 1 769 cm3 78 ch en turbo diesel. Elle était disponible en blanc Meije, rouge Vallelunga, gris Futura métallisé (en option) ou gris Magnum métallisé (en option). Elle était vendue entre 74 100 et 96 500 francs. Le nombre d'exemplaires est encore inconnu.

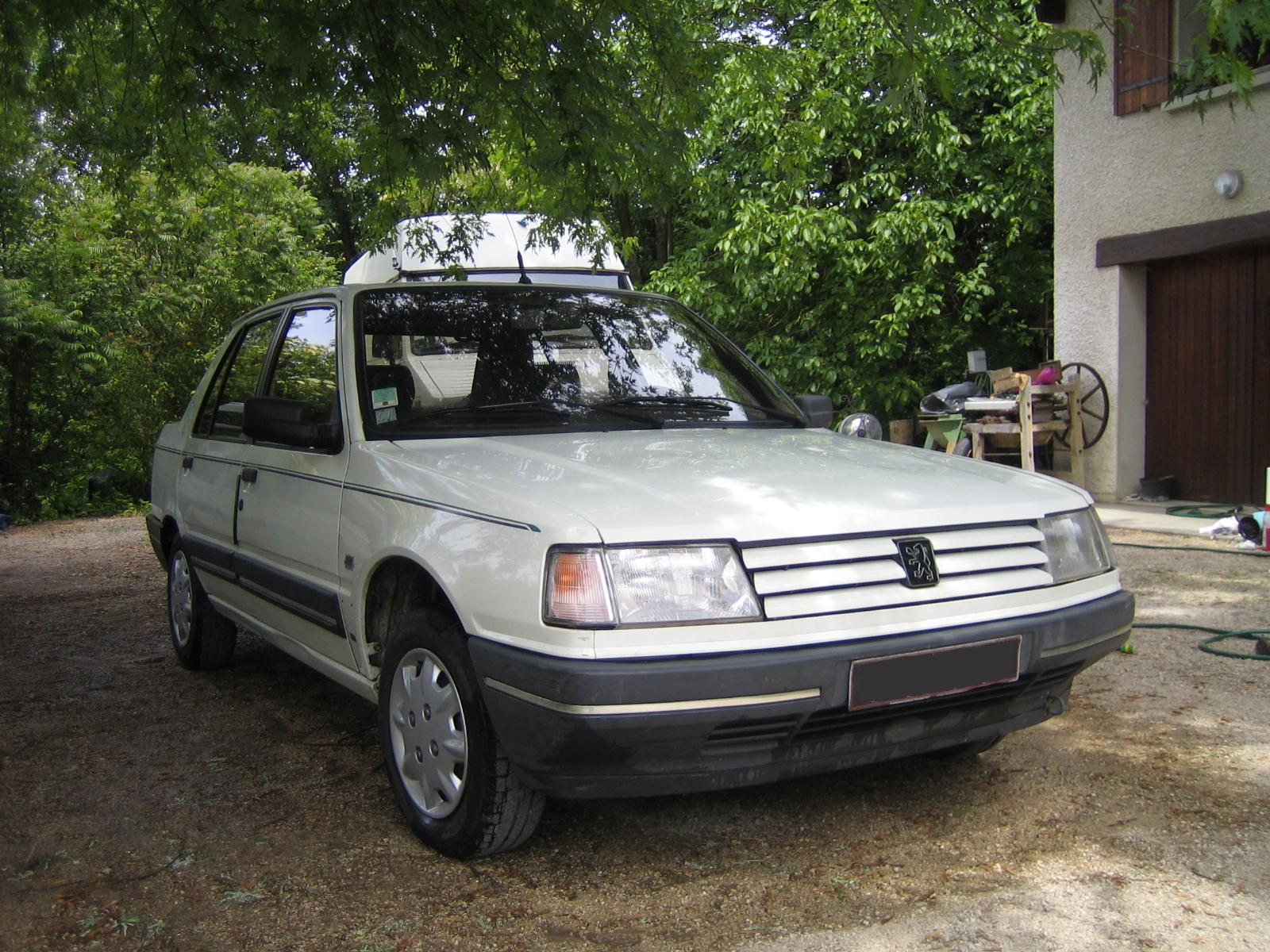
Peugeot 309 Best Line.
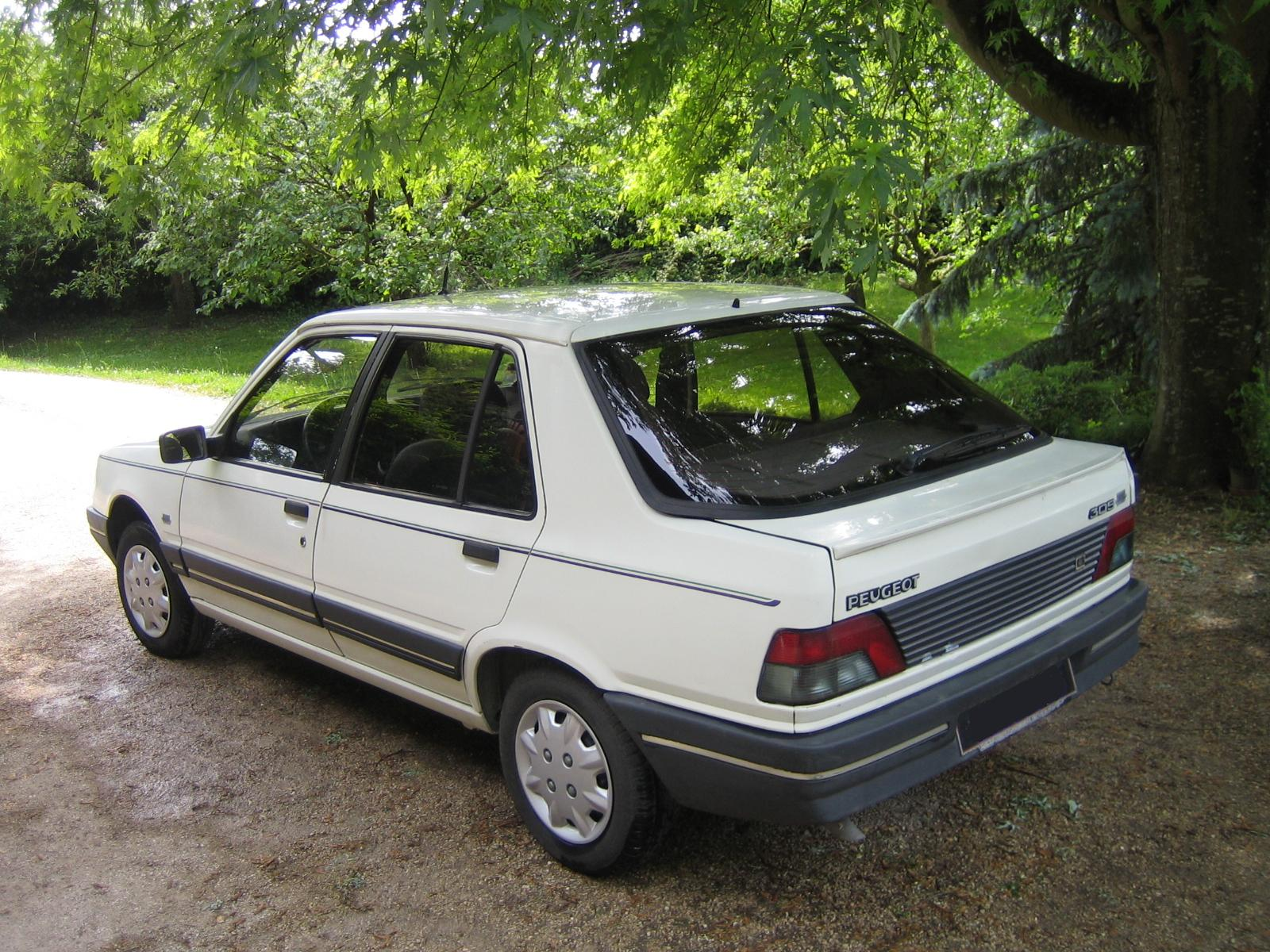
Peugeot 309 Best Line vue arrière.

### Équipements supplémentaires

#### Extérieur
- vitres teintées
- enjoliveurs intégraux "turbine" 13" type SX/XS (14" sur turbo diesel)
- protections latérales type GTI avec liseré chromé
- sigles "Best Line" sur le hayon et les ailes avant

#### Intérieur
- condamnation centralisée des portes
- sellerie en drap "Keene" (écossais)
- volant à quatre branches type GTI (non cuir)
- lecteur de carte à l'avant

### Options disponibles
- direction assistée (sur 1.6 et 1.9 D, série sur 1.8 TD)
- projecteurs antibrouillard
- ceinture arrière centrale
- toit ouvrant
- autoradio (choix de trois modèles

## La tentative indienne
En 1998, Peugeot signe un accord de coopération avec le constructeur indien Premier, très longtemps lié à Fiat pour la production locale de la Fiat 500 Topolino puis de la Fiat 1100-103 entre 1952 et 2001, afin d'y assembler localement des 309. Ce sera un échec cuisant pour le constructeur français qui doit abandonner en 2000 le pays et sa participation dans la coentreprise avec Premier, après une production d'à peine quelques centaines de véhicules.

## Options et Accessoires

### Les options
- Peinture métallisée
- Rétroviseur Droit
- Lecteur de carte
- Fermeture centralisée et plip
- Feux anti-brouillard AV
- Direction assistée
- Dégivrage AR
- Béquet
- Banquette Arrière en deux parties
- Compte-tours
- Pré-équipement pour autoradio
- Toit Ouvrant
- Lève-vitre électrique
- Boite à gants éclairée
- Rhéostat d'éclairage compteur
- Éclairage de coffre
- Réglage lombaire de siège conducteur
- Vitres teintées
- Monte analogique ou numérique
- Essuie-glaçe AR
- Sur-tapis
- Ceinture AR centrale
- Anti blocage de roue (ABR)
- Sellerie vinyl ou cuir
- Climatisation (Rare) (de série en Inde et au Japon)
- Sièges chauffants (Rare)
- Contrôle de l'autoradio au volant (Rare)
- Laves-phares (rare) (de série en Norvège et Suède)

Certaines options n'étaient disponibles qu'à partir d'un certain niveau de gamme et dans certains pays.

### Les Accessoires
- Téléphone "Portatif"
- Enjoliveurs/Jantes
- Porte-ski et barre de toit
- Tapis
- Motif de siège
- Autoradio
- Avertisseur Bi-ton
- Housse
- Volants spéciaux
- Tapis de sol
- Cache bagage
- Réhausse enfant
- Écrou antivol
- Alarme antivol
- Pare-boue
- Pare soleil Arrière
- Plaque arrière décorative (sur la plaque en plastique du coffre)
- Déflecteurs d'air

Les accessoires pouvaient être achetés auprès des concessionnaires Peugeot,.